# Пиреноид
Пиреноид (грч. piren = кошчица, ejdos = изглед) јесте ћелијска органела која се јавља код алги и маховина из групе Anthocerotopsida. Ово је телашце протеинске природе и јавља се код свих алги изузев модрозелених бактерија (алги). Око пиреноида налази се омотач који се по својој хемијској природи разликује код различитих врсти (код: зелених алги је омотач чини скроб; мрких —ламинарин; црвених — флоридеа скроб; еугленофита — парамилон). Неке алге (као нпр. жутозелене алге) око пиреноида немају омотач, па се такви пиреноиди се називају голи пиреноиди. Ове органеле су по грађи и улози у ћелији тесно повезане са хлоропластима и најчешће се налазе унутар њих, мада могу настати и ван хлоропласта (код црвених алги). Пиреноиди могу ити лоптастог, штапићастог и полиедарског облика. Величине су од 3 до 15 микрометара. Њихова величина зависи од дејства спољашњих фактора као што су: количина светлости, хемијски састав воде, температура... Нови пиреноиди настају деобом или фрагментацијом старих на два дела. 
Унутар пиреноида се налази строма у којој се налазе тилакоиди, који представљају продужетке тилакоида из хлоропласта.
Код виших биљака пиреноиди нису пронађени.